# Dalibor Koštuřík
Dalibor Koštuřík (* 15. prosince 1981) je bývalý český profesionální fotbalový útočník.

## Hráčská kariéra
S fotbalem začínal v TJ Sokol Petrov, v žácích dále pokračoval ve strážnické Jiskře. V dorostu přestoupil do ratíškovického Baníku, na jaře 1998 začal nastupovat za třetiligové A-mužstvo.
V sezoně 2000/01 byl hráčem prvoligového klubu 1. FC Synot, jednou se dostal mezi náhradníky (27.11.2000, bezbranková remíza na Slavii), v nejvyšší soutěži však nenastoupil. Ve druhé lize dal za Ratíškovice a Fulnek celkem 8 branek v 71 zápase.
V sezoně 2006/07 se stal nejlepším střelcem Moravskoslezské fotbalové ligy se 14 brankami (6 na podzim za Mutěnice, 8 na jaře za Fulnek). V této soutěži dal celkem 37 gólů (1998–2010).
Moravskoslezskou fotbalovou ligu hrál také za B-mužstvo Synotu a Fulnek, za Mutěnice střílel branky i v divizi (sk. D). Od jara 2009 hraje opět za Mutěnice. Od začátku sezony 2010/11 – v níž se Mutěnice přihlásily o 3 soutěže níže – do konce sezony 2022/23 nastřílel za tento klub 171 gól (2010/11: 28, 2011/12: 25, 2012/13: 24, 2013/14: 20, 2014/15: 10, 2015/16: 17, 2016/17: 14, 2017/18: 10, 2018/19: 14, 2019/20: 3, 2020/21: 1, 2021/22: 3, 2022/23: 2).

### Ligová bilance
| Ročník                              | Zápasy | Góly | Minuty | Klub                 |
| ----------------------------------- | ------ | ---- | ------ | -------------------- |
| MSFL 1997/98                        | –      | 0    | –      | SK Baník Ratíškovice |
| MSFL 1998/99                        | –      | 0    | –      | SK Baník Ratíškovice |
| II. liga 1999/00                    | 13     | 0    | –      | SK Baník Ratíškovice |
| MSFL 2000/01                        | –      | 6    | –      | 1. FC Synot „B“      |
| II. liga 2001/02                    | 15     | 0    | –      | SK Baník Ratíškovice |
| MSFL 2001/02                        | –      | 2    | –      | 1. FC Synot „B“      |
| MSFL 2002/03                        | –      | 0    | –      | 1. FC Synot „B“      |
| MSFL 2006/07                        | –      | 6    | –      | FK Mutěnice          |
| MSFL 2006/07                        | –      | 8    | –      | Fotbal Fulnek        |
| II. liga 2007/08                    | 28     | 5    | –      | Fotbal Fulnek        |
| II. liga 2008/09                    | 15     | 3    | –      | Fotbal Fulnek        |
| MSFL 2008/09                        | –      | 7    | –      | FK Mutěnice          |
| MSFL 2009/10                        | –      | 8    | –      | FK Mutěnice          |
| CELKEM II. LIGA (1999–2008)         | 71     | 8    | –      |                      |
| CELKEM III. LIGA – MSFL (1998–2010) | –      | 37   | –      |                      |